# بيتوليسانت
بيتوليسانت (Pitolisant)، الذي يُباع تحت الا5سم التجاري واكيكس( Wakix) من بين أسماء أخرى، هو دواء لعلاج النعاس المفرط أثناء النهار في حالة الخدارالنومي.  و يؤخذ عن طريق الفم مرة واحدة يومياً في الصباح.  
تشمل الآثار الجانبية الشائعة الدواء على؛ الصداع و صعوبة النوم و الغثيان و القلق.  قد تشمل الآثار الجانبية الأخرى أيضا على إطالة فترة كيو تي .  أما السلامة أثناء فترة الحمل فغير واضحة بتاتا.  إنه يحدث استجابة معاكسة للاستجابة المعتادة عند مستقبل الهستامين 3 (H <sub id="mwIg">3</sub> ) .  ثم يزيد من نشاط خلايا الهيستامين العصبية في الدماغ، مما يبقي الشخص مستيقظا.  
تمت الموافقة على استخدامه طبيًا في الولايات المتحدة في عام 2019 و أوروبا في عام 2021.   في المملكة المتحدة، يكلف هيئة الخدمات الصحية الوطنية حوالي 310 جنيهات إسترلينية شهريًا اعتبارًا من عام 2021.  أما في الولايات المتحدة يكلف هذا القدر حوالي 6800 دولار أمريكي. 